# Andreas Sundvall
Andreas Sundvall, född 7 juni 1981 i Luleå, är en svensk före detta professionell ishockeyspelare (back).
Säsongen 1999-2000 spelade Sundvall fem matcher för Luleå HF i Elitserien.

## Extern länk
- Presentation och statistik för Andreas Sundvall som spelare  på Elite Prospects.